# 自由山 (塔拉迪加縣)
自由山（英語：Liberty Hill）是一個位於美國阿拉巴馬州塔拉迪加縣的非建制地區。該地的面積和人口皆未知。

## 地理
自由山的座標為33°10′13″N 86°11′58″W / 33.17028°N 86.19944°W，而該地的平均海拔高度為226米（即741英尺）。